# Werinhar (Saint-Gall)
Pour les articles homonymes, voir Werinhar.
Werinhar fut anti-abbé du monastère de Saint-Gall de 1083 à 1086. Sa Vie avant et après son activité à Saint-Gall n'est pas connue. Il ne figure ni dans Necrologium de Saint-Gall, ni dans celui de Reichenau.

## Actes
Dans le cadre de la querelle de l'investiture, Hermann de Salm succède à Rodolphe de Souabe. Le premier nomme Werinhar abbé de Saint-Gall à la suite de Lutold. L'abbatiat de Werinhar a été très court puisqu'il a probablement été destitué et remplacé par l'abbé Ulrich de Eppenstein nommé par l'empereur Henri IV.   

## Liens
- Werinhar auf der Website des Stiftsarchivs St. Gallen.
- Werinhar im Stadtlexikon Wil; nach Johannes Duft: Die Abtei St. Gallen.